# Joan Robinson
Pour les articles homonymes, voir Robinson.
Joan Violet Robinson (1903-1983) est une économiste britannique et l'une des figures importantes de l'école de Cambridge et du post-keynésianisme.

## Biographie
Elle est née le 31 octobre 1903 dans la ville de Camberley (Angleterre). Elle étudie l'économie à Cambridge de 1922 à 1925.
Dans les années 1930, elle est une des membres les plus assidues du Cambridge Circus, groupe de jeunes économistes réunis autour de John Maynard Keynes pour l'aider à élaborer ce qui allait devenir la Théorie générale de l'emploi, de l'intérêt et de la monnaie en 1936.
Elle rejoint la British Academy en 1958. Après la guerre, elle est l'une des figures majeures du post-keynésianisme et joue un rôle important dans la controverse des deux Cambridge, débat particulièrement virulent qui oppose ce courant représenté, outre Robinson, par Nicholas Kaldor, Pierangelo Garegnani et Luigi Pasinetti, qui sont tous professeurs à l'université de Cambridge, aux partisans du « keynésianisme de la synthèse » groupés notamment autour de Robert Solow et Paul Samuelson, professeurs à l'université de Cambridge aux États-Unis, à propos des théories de la croissance.
Elle qualifie à l'occasion les théories de la synthèse de « keynésianisme dégénéré » et traite les hypothèses du modèle de Solow de peu réalistes. Elle ironise même sur le caractère peu réaliste de ces hypothèses en parlant du « royaume de Solowie ».
À côté de Kaldor, Robinson considère que la séparation, dans la théorie néoclassique, des deux facteurs capital et travail, reste une supposition qui ne correspond pas au fonctionnement réel de l'économie nationale (dans la réalité, les deux facteurs fonctionnent l'un avec l'autre et il est très rare qu'ils fonctionnent séparément, comme il peut advenir, par exemple, dans le domaine militaire où un avion peut fonctionner sans pilote) et qu'on ne peut pas, par conséquent,  dire que le capital réalise la totalité de la production nationale. À partir de là, ils soutiennent que les productivités additionnelles dites marginales des facteurs (capital et travail) sont incapables d'expliquer aussi bien les salaires par tête, les taux d'intérêt (et de profit si l'on tient compte du risque) que leurs parts respectives dans le PIB national revenant aux propriétaires du capital et aux salariés. Robinson et Kaldor font, également, une remarque, et non moins des moindres, selon laquelle les modèles de croissance de la théorie standard sont très ambitieux pour différentes raisons. L'intervention publique (dans le cadre des politiques budgétaire et monétaire) dans le fonctionnement des économies modernes dont les taux de croissance sont différents, où l'avenir est incertain et les biens de production ne sont pas homogènes compliquent l'activité de recherche du chercheur et rendent douteux les résultats de sa recherche. Les deux Cambridgiens sont en désaccord total avec les théoriciens néoclassiques (sur le lien de cause à effet entre la croissance et l'épargne ou le profit) dont notamment Paul A. Samuelson et Robert M. Solow. Pour eux, si la part des propriétaires de capitaux dans un PIB national élevé est également élevée, cela ne signifie, en aucun cas, que cette élévation de la croissance est le résultat de l'épargne qui évolue dans le même sens (essentiellement des propriétaires de capitaux, qui ont propension à épargner élevée, comme dans la théorie néoclassique), mais, le lien de cause à effet doit être inversé. Les profits (et donc l'épargne elle-même) sont déterminés par la croissance et ne  déterminent pas cette dernière. Les profits (et l'épargne) sont élevés, si la croissance augmente, et inversement, ils sont faibles, si cette dernière diminue. 
Elle meurt le 5 août 1983 à Cambridge (Angleterre),.

## Travaux
Elle s'intéresse particulièrement à la théorie de la valeur, à celle de l'accumulation du capital et, plus généralement, à la question de la dynamique économique. 

### Épistémologie de l'économie
Elle consacre, par ailleurs, une partie de ses travaux à l'épistémologie de l'économique (voir Épistémologie de l'économie). « La théorie économique, en tant que science cherche à démontrer comment fonctionne un ensemble particulier de règles du jeu, mais, ce faisant, elle ne peut que les présenter sous un jour favorable ou défavorable à ceux qui jouent le jeu. » (Marx, Marshall et Keynes, 1955)

### Critique de l'orthodoxie classique
Une partie importante de son œuvre est consacrée à démonter les impasses et les erreurs du courant néo-classique et, plus tard, du « keynésianisme de la synthèse », accusé de travestir le message de Keynes en en faisant une justification théorique d'un prétendu caractère auto-régulateur du marché. Sa critique du néo-classicisme s'établit notamment sur trois points essentiels de cette doctrine.
La concurrence n'est ni pure ni parfaite. En réalité, la détermination des prix s'effectue en grande partie par les entreprises elles-mêmes (différenciation des produits, utilisation de la publicité) et non par un simple rapport entre l'offre et la demande. Cette idée préfigure en partie la théorie de la « filière inversée » défendue plus tard par Galbraith.
Le chef d'entreprise ne choisit pas plus ou moins de capital ou de travail en fonction du prix de l'un et de l'autre. En fait, il hérite d'un « stock d'équipements » issu de processus de production antérieurs et qui détermine la structure productive de l'entreprise au moment où l'entrepreneur effectue son choix. C'est donc par tâtonnements successifs, ponctués d'erreurs et de réussites, qu'évolue le système productif, et non par les calculs rationnels d'agents économiques.
La répartition des revenus n'est pas déterminée par la productivité marginale de chaque facteur. Ceux-ci dépendent bien davantage de conflits sociaux et d'habitudes acquises dans le passé. À ce sujet, elle écrit « La vague inflationniste a brisé les conventions en vertu desquelles était accepté le schéma existant de distribution des revenus. Chacun s'est rendu compte que ses gains, par rapport à ceux de son voisin, dépendent de la force des négociations que possède le groupe auquel il appartient. Les professeurs sont très mal à l'aise lorsqu'il leur faut évoquer les salaires des éboueurs. » (Preuves, 1972)
Se qualifiant de « keynésienne de gauche », elle se montre toujours très critique à l'égard du système capitaliste et des idéologies prétendant le justifier à l'aide d'hypothèses simplificatrices qui ne confirment pas la réalité.

### La synthèse de Keynes et de Marx
Keynes avait toujours été très critique vis-à-vis de l'économie marxiste. En 1935, il déclarait à Shaw : « Mes sentiments sur le Capital sont les mêmes que mes sentiments sur le Coran. Je reconnais que, historiquement, c'est important et je sais que bien des gens, qui ne sont pas tous des idiots, y voient une sorte de fondation porteuse d'inspiration. Mais quand je m'y plonge, je ne peux m'expliquer qu'il produise cet effet. »
Robinson prend donc ses distances avec Keynes en cherchant à démontrer les convergences entre les théories économiques de Karl Marx et de John Maynard Keynes. Ce dernier aurait en effet justifié l'intuition de Marx selon laquelle la racine des crises se trouve dans les contradictions récurrentes entre capacité de production et capacité de consommation.
Elle est cependant restée relativement indépendante par rapport à l'orthodoxie marxiste, notamment de la théorie de la valeur travail. Ainsi dans la revue Monthly Review, elle déclare en 1977 « On nous dit qu'il n'est pas possible de parler d'exploitation excepté en termes de valeur, mais pourquoi devons-nous utiliser l'espace des valeurs pour montrer qu'on peut faire des profits dans l'industrie en vendant des marchandises au-dessus de leur coût de production ou pour expliquer le pouvoir de ceux qui commandent la finance sur ceux qui ne le font pas ? » Économiste moraliste, elle écrit aussi « Si on pose une fois de plus la question « Est-ce qu'un investissement réalisé pour produire des colifichets, pour lesquels il faudra faire de la publicité, serait une plus grande contribution au bien-être humain qu'un investissement améliorant le service de santé ? », il me semble que la réponse saute aux yeux ; la meilleure réponse que l'idéologie du laisser-faire puisse offrir est de ne pas poser la question. » (Philosophie économique, p. 223)

### Principe du reflux
L'un des apports théoriques de Joan Robinson qui ont eu le plus de postérité est le principe du reflux. Selon elle, le système économique réussit à absorber l'offre de monnaie en excédent grâce à la destruction du crédit opérée par les banques lorsqu'une dette est remboursée.

## Ouvrages majeurs
- L’Économie de la concurrence imparfaite (1933), Paris, Dunod, 1975.
- Introduction à la théorie de l’emploi (1937), Paris, PUF, 1948.
- Essai sur l'économie de Marx (1942), Paris, Dunod, 1971.
- L’Accumulation du capital (1956), Paris, Dunod, 1972.
- Exercices d’analyse économique (1960), Paris, PUF, 1963.
- Philosophie économique (1962), Paris, PUF, 1967.
- Liberté et Nécessité. Introduction à l'étude de l'économie et de la société (1970), Paris, Payot.
- Hérésies économiques (1971), Paris, Calmann-Lévy, 1972.
- L’Économique moderne (1973), avec John Eatwell, Paris, Economica, 1975.
- Développement et sous-développement, Paris, Paris, Economica, 1979.
- Contributions à l’économie contemporaine (1978), Paris, Economica, 1984.